# 中国驻北马其顿大使列表
本列表为中華人民共和國和中華民國驻北马其顿历任大使名录。

## 历任中国驻北马其顿大使

### 中华人民共和国驻马其顿大使（1994年－1999年）
1993年10月12日，中华人民共和国与马其顿建交。1999年，因马其顿与中华民国建交，两国断交。
| 姓名   | 任命           | 任命          | 到任      | 递交国书     | 免职           | 免职   | 离任      | 外交衔级 | 外交职务     | 备注     |
| 姓名   | 全国人大常委会 | 主席          | 到任      | 递交国书     | 全国人大常委会 | 主席   | 离任      | 外交衔级 | 外交职务     | 备注     |
| ------ | -------------- | ------------- | --------- | ------------ | -------------- | ------ | --------- | -------- | ------------ | -------- |
| 李书元 | 不適用         | 不適用        | 1994年7月 | 1994年8月4日 | 不適用         | 不適用 | 1996年5月 |          | 临时代办     | 筹备开馆 |
| 许月荷 | 1996年3月1日   | 1996年6月17日 | 1996年5月 | 1996年6月7日 | 不適用         | 不適用 | 1999年2月 | 大使     | 特命全权大使 |          |

### 中华民国驻马其顿大使（1999年－2001年）
1999年1月27日，中华民国与马其顿建立大使级外交关系。2月，中華民國駐馬其頓共和國大使館在馬其頓首都斯科普里開館。由於馬其頓總統基羅·格利戈羅夫反對建交，为避免出现总统拒接国书的尴尬情况，主导建交事宜的马其顿总理与中华民国政府商定，大使馆开馆后暫不互派大使，待當年總統大選後，再互派大使。但新當選的總統鮑里斯·特拉伊科夫斯基也反對建交，并拒接國書，所以最終未能互換大使。2001年6月18日，中华民国与马其顿断交。
| 姓名   | 任命      | 到任 | 递交国书 | 免职 | 离任      | 外交衔级 | 外交职务 | 备注 | 备注 |
| ------ | --------- | ---- | -------- | ---- | --------- | -------- | -------- | ---- | ---- |
| 郑博久 | 1999年3月 |      |          |      | 2001年6月 | 公使     | 临时代办 |      |      |

### 中华人民共和国驻北马其顿大使（2001年至今）
2001年6月18日，两国恢复外交关系。2019年2月12日，马其顿改國號為北馬其頓。
| 姓名   | 任命           | 任命           | 到任          | 递交国书       | 免职           | 免职           | 离任          | 外交衔级 | 外交职务     | 备注 |
| 姓名   | 全国人大常委会 | 主席           | 到任          | 递交国书       | 全国人大常委会 | 主席           | 离任          | 外交衔级 | 外交职务     | 备注 |
| ------ | -------------- | -------------- | ------------- | -------------- | -------------- | -------------- | ------------- | -------- | ------------ | ---- |
| 张万学 | 2001年6月30日  | 2001年8月8日   | 2001年6月     | 2001年9月5日   | 2006年8月27日  | 2007年2月17日  | 2006年11月    | 大使     | 特命全权大使 |      |
| 董春风 | 2006年8月27日  | 2007年2月17日  | 2006年12月    | 2006年12月5日  | 2011年4月22日  | 2011年9月2日   | 2011年8月     | 大使     | 特命全权大使 |      |
| 崔志伟 | 2011年4月22日  | 2011年9月2日   | 2011年9月3日  | 2011年9月6日   | 2013年12月28日 | 2014年6月4日   | 2014年3月     | 大使     | 特命全权大使 |      |
| 温振顺 | 2013年12月28日 | 2014年6月4日   | 2014年5月26日 | 2014年5月29日  | 2016年7月2日   | 2016年11月7日  | 2016年8月     | 大使     | 特命全权大使 |      |
| 殷立贤 | 2016年7月2日   | 2016年11月7日  | 2016年11月7日 | 2016年11月18日 | 2019年6月29日  | 2019年10月12日 | 2019年7月     | 大使     | 特命全权大使 |      |
| 张佐   | 2019年6月29日  | 2019年10月12日 | 2019年9月8日  | 2019年9月10日  |                |                | 2024年7月26日 | 大使     | 特命全权大使 |      |